# Romain Édouard
Pour les articles homonymes, voir Édouard.
Romain Édouard, né le 28 novembre 1990 à Poitiers, est un joueur d'échecs français, grand maître international depuis 2009. Au 1er novembre 2022, il est le douzième joueur français et le 412e joueur mondial avec un classement Elo de 2 548 points.

## Carrière

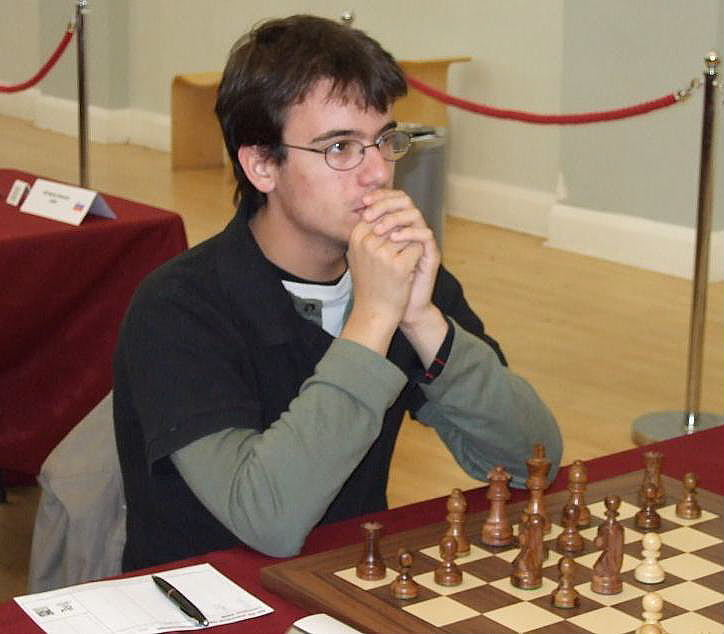
Romain Édouard en 2008.

Romain Édouard débute aux échecs en 1995, et participe à sa première compétition en 2000.
En 2006, il est sacré champion d'Europe des moins de 16 ans, et reçoit en conséquence le trophée FFE du meilleur espoir masculin. Le GMI français Olivier Renet prend alors en charge son entraînement.
2007 est ensuite l'année de la confirmation : après un titre de vice-champion du monde des moins de 18 ans, un succès au Grand Prix de Bordeaux et un premier titre de champion de France par équipes avec le club de Clichy, la FIDE lui décerne le titre de maître international.
En 2008, il poursuit sur sa lancée, et s'adjuge un second titre de champion de France par équipes, toujours avec Clichy. À titre individuel, il remporte les opens de Saragosse et de Bad Wiessee, et quitte par ailleurs Olivier Renet pour s'entraîner sous la houlette du GMI roumain Andrei Istrățescu.
En 2009, il acquiert le titre de grand maître international. Il choisit de quitter Clichy pour rejoindre le club de l'Échiquier châlonnais, et s'impose à Andorre et à Echternach.
Le 21 août 2010, il est vice-champion de France à Belfort, après un match de départage perdu face à Laurent Fressinet.
Au 1er janvier 2011, il est le 7e joueur français avec un classement Elo de 2 634 points.
En 2011, Romain Édouard (2608 Elo) participe à l’InventiChess à Anvers en Belgique du 3 au 11 septembre, tournoi fermé en 9 rondes à normes de GMI de 10 joueurs d’une moyenne Elo de 2468 à la cadence de 1 h 30 pour 40 coups + 30 minutes pour le restant de la partie le tout avec un incrément de 30 secondes par coup. Il remporte le tournoi avec 7 points sur 9 (+7 -2) devant Jan Timman (2555, 6,5/9), Benjamin Bok (2488 5,5/9).
Romain Édouard termine troisième au tournoi des maîtres au Festival d'échecs de Bienne le 3 août 2012 réunissant 112 participants.
Le 25 août 2012, il devient champion de France à Pau, avec Maxime Vachier-Lagrave, Christian Bauer et Étienne Bacrot.
En 2013 il fait partie de l'équipe de France qui termine vice-championne d'Europe d'Échecs par équipe à Varsovie. Il remporte la médaille d'or au troisième échiquier.
Au 1er juin 2014, après sa victoire à l'open de Dubaï 2014, il est le quatrième joueur français et le 44e joueur  mondial avec un classement Elo de 2 702 points.
La même année, il finit à la douzième place du classement général de l'ACP Tour 2014, ce qui le qualifiait pour la Coupe du monde d'échecs 2015 à Bakou où il fut battu au premier tour par Ilya Smirin.
Romain Edouard a aussi travaillé comme secondant, pour l'ancien champion du monde bulgare, Veselin Topalov, de 2010 à 2014, relatant cette collaboration dans un livre : "My magic years with Topalov". Il confesse que sans ce travail, il n'aurait jamais réussi à passer la barre de 2700 Elo.

## Exemples de parties
Romain Édouard-Vladislav Tkachiev, Belfort, 2010
1. e4 e5 2. Cf3 Cc6 3. Fb5 a6 4. Fa4 b5 5. Fb3 Ca5 6. 0-0 d6 7. Te1 Cf6 8. d4! Cd7? (8...Cxb3 9. axb3 Cd7) 9. dxe5 Cxb3 10. Fg5! f6 11. exf6 gxf6 12. e5! dxe5 13. Cxe5! Cxe5 14. Txe5+ Fe7 15. Dh5+ Rd7 16. Fxf6! Cxa1 17. Fxe7 Dxe7 18. Txe7+ Rxe7 19. Dc5+! Rf7 20. Dxc7+ (si 20...Rf6, alors 21. Dc3, si 20...Rg6, alors 21. Dc6 Fe6 (21...Rg7 22. Dxa8) 22. Dxe6+ Rg7 23. Dg4+ Rf7 24. Cc3 et si 20...Rg8, alors 21. Dd8+ Rg7 22. Dd4+ Rg8 23. Dd5) 1-0.
Romain Édouard-Arthur Youssoupov, SUI-TCh liga A, 2010
1. d4 Cf6 2. c4 e6 3. Cf3 d5 4. Cc3 Cbd7 5. Fg5 Fe7 6. e3 h6 7. Fh4 0-0 8. Tc1 dxc4?! (8...c5 9. cxd5 Cxd5 10. Fxe7 Cxe7) 9. Fxc4 a6 10. a4 c5 11. 0-0 cxd4 12. exd4 b6 13. d5!? Cxd5? (13...exd5) 14. Fxd5 exd5 15. Fxe7 Dxe7 16. Cxd5 Dd8 17. Tc6! Cc5 18. Cxb6 Tb8 19. b4 Dxd1 20. Txd1 Ce6 21. Ce5 Fb7 22. Tcd6 Tfe8 23. Ced7 Tbd8 24. f3 Rh8 25. Rf1 Te7 26. Cc5 Tde8 27. Td7 Cxc5 28. bxc5 a5 29. Txe7 Txe7 30. Rf2 Fa6 31. Te1! Tc7 32. Te8+ Rh7 33. Ta8 Txc5 34. Txa6 Tc6 35. Re3 Td6 36. Re4 f6 37. g4 Rg6 38. h4 h5 39. gxh5+ Rh7 40. f4 Rh6 41. Ta8 Rxh5 42. Txa5+ Rxh4 43. Cc4 Td7 44. Td5 Tc7 45. Ce3 Rg3 46. Td3 Te7+ 47. Rf5 Ta7 48. Cd5+ Rh4 49. Ta3 Ta5 50. Re4 f5+ 51. Rd4 g5 52. fxg5 Rxg5 53. Ce3 f4 54. Cc4 Tf5 55. a5 f3 56. Cd2 Tf4+ 57. Re3 f2 58. Ta1 Tf8 59. a6 Rf5 60. a7 Ta8 61. Rxf2 1-0.